# Susana Robledo
Susana Robledo (San Miguel de Tucumán, 13 de enero de 1949) es una Maestra Normal Nacional (Instituto Padre Claret) y política argentina, cofundadora de la Asociación de Mujeres Juana Manso y en 1971 del Frente de Izquierda Popular (FIP).

## Los comienzos
Amanda Susana Robledo nació el 13 de enero de 1949 en la ciudad de San Miguel de Tucumán, provincia de Tucumán.
Es casada, madre de dos hijas y abuela de tres nietas y actualmente reside en la localidad cordobesa de Río Ceballos.
La carrera política de Robledo comenzó a los 22 años (en 1971), cuando ya radicada en la provincia de Córdoba desde el año 1970, comienza su formación y militancia política de la mano del intelectual y político Jorge Abelardo Ramos. En ese año, se perfiló como cofundadora y miembro activo del Frente de Izquierda Popular (FIP). Casi conjuntamente con la llegada de la democracia argentina en el año 1973, Robledo participó en las jornadas históricas que tuvieron como protagonista luego de 18 años de exilio al expresidente Juan Domingo Perón. Es en ese momento en que comienza a transitar el camino de reivindicación de las mujeres argentinas y latinoamericanas, compromiso que la seguirá durante toda su carrera política hasta estos días. En 1978, a los 29 años, fue cofundadora de la Asociación de Mujeres "Juana Manso", en 1980 funda el Centro de Estudios de la Mujer y comienza el trabajo de "participación de las mujeres en la política". Cuatro años más tarde, en 1984 funda el Sindicato de Amas de Casa de la República Argentina (SACRA), donde ejerció su conducción como Secretaria General de la Seccional Córdoba y Secretaria Adjunta Nacional del SACRA durante 10 años, desde 1984 a 1994. En el ínterin, en 1988 fue presidente de la Fundación Mariano Fragueiro.

## Su paso por la política
En el año 1991 fue candidata a concejal por la ciudad Capital de Córdoba en la lista de Unión por Córdoba que lideraba el Partido Justicialista. En 1993 fue candidata a diputada nacional por dicho partido. En 2009 es candidata a diputada nacional por el Frente Es Posible, espacio que lidera a nivel nacional el Gobernador de la Provincia de San Luis Dr. Alberto Rodríguez Saa.
En 1983 Robledo se presenta como candidata a vicegobernadora por el Frente de Izquierda Popular (FIP) y en 1988 Presidente de la Fundación Mariano Fragueiro. En el año 1991, fue candidata a Concejal de Córdoba Capital por la Unión de Fuerzas Sociales, que participaba en la lista de Unión por Córdoba que lideraba el Partido Justicialista (PJ). En 1993 Candidata a Diputada Nacional por el Partido Justicialista (PJ) y al año siguiente Candidata a Convencional Constituyente por el mismo partido. 

## Candidatura 2009
Como miembro de la Agrupación Peronismo en Marcha, participa en la formación de El Frente es Posible. Y se  presenta como candidata a Diputada Nacional en las elecciones del 28 de junio de 2009. El espacio del que forma parte Robledo ("El frente es posible") está liderado a nivel nacional por el gobernador de la Provincia de San Luis Dr. Alberto Rodríguez Saa y tiene como candidatos a Senadores Nacionales a César Albrisi y Mirta Gorosito Olmos y completando la lista de Diputados Nacionales se encuentran Javier Pretto, Emilio Graglia, Daniel Lubati, Elsa Ardarelli, José Luis de Cerchio, Carlos Castro, Elisa Ray y Juan Amaya.
- Datos: Q6136362